# طوسون معتمد
طوسون معتمد (3 ديسمبر 1925 - 12 سبتمبر 1990 ) ممثل مصري.

## عن حياته
فنان عريق، ويعد من أبرز الفنانين المصريين الذين جسدوا أدوار الشر إلى جوار (توفيق الدقن) و(محمود المليجي)، وهو غالبا ما كان يلعب دور أحد أفراد العصابة أو الذراع الأيمن لها لدرجة أنك عندما تشاهده بالفيلم تدرك تماما أن الفيلم به حتما جرائم قتل أو سرقة وخلافهما من الجرائم، وكره المشاهد له داخل أحداث الفيلم جعله دائما ناجحا في شخصيته التي يجسدها. وهو من الممثلين الذين عاصروا الرعيل الأول للسينما، فقد كانت بدايته الفعلية في فيلم (أختي ستيتة) عام 1950، في حين كان أبرز أعماله (حب في الزنزانة) عام 1983.

## من أعماله
- ظلموني الحبايب سنة 1953 .
- ألو أنا القطة سنة 1975
- إحنا بتوع الأتوبيس سنة 1979
- حب في الزنزانة سنة 1983

## روابط خارجية
- طوسون معتمد على موقع الدهليز
- طوسون معتمد على موقع قاعدة بيانات الأفلام العربية